# 藤田勇児
藤田 勇児（ふじた ゆうじ、1965年8月16日 - ）は、日本の声優・ナレーター。ワイワイワイ所属。兵庫県出身。

## 来歴・人物
- 血液型はB型[1]。
- 趣味は旅行、食べ歩き[1]。
- ナレーションを中心に出演中。

## 出演作品

### ゲーム
- THE KING OF FIGHTERS XIV（2016年、ザナドゥ）
- THE RUMBLE FISH（オービル）
- THE RUMBLE FISH 2（オービル）
- HUNGRY GHOSTS

### 番組ナレーション
- 芸恋リアル（読売テレビ)
- NNN Newsリアルタイム（日本テレビ）※ytv配信のニュースのナレーター
- 島田紳助がオールスターの皆様に芸能界の厳しさ教えますスペシャル!（読売テレビ）
- ニューススクランブル（読売テレビ）
- 水野真紀の魔法のレストラン→水野真紀の魔法のレストランR（毎日放送）
- ムハハnoたかじん（関西テレビ）
- 長龍酒造「吉野杉の樽酒」のラジオCM（MBSラジオ）
- MORIZO帝国（釣りビジョン）
- かんさい情報ネットten!（読売テレビ)
- チュー'sDAYコミックス 侍チュート!（毎日放送、TBS）
- たかじんNOマネー（テレビ大阪）
- プロ野球No.1決定戦!バトルスタジアム（2017年、読売テレビ、日本テレビ）
- 住みたい街ランキング2016[2]（テレビ大阪）
- 大阪密着24時（2017年、テレビ大阪）
- 歴史秘話ヒストリア（NHK大阪）
- なにわからAぇ風吹かせます(関西テレビ)

### CMナレーション
- 土佐鶴酒造
- 睦備建設（パデシオン京都、KBS京都）
- 大阪ガスクッキングスクール
- プレサンスコーポレーション
- 園田競馬
- ひまわり法律事務所（MBSラジオ）

### ラジオドラマ
- 0007 梅田より愛を込めて（フロントマン）